# بیورر

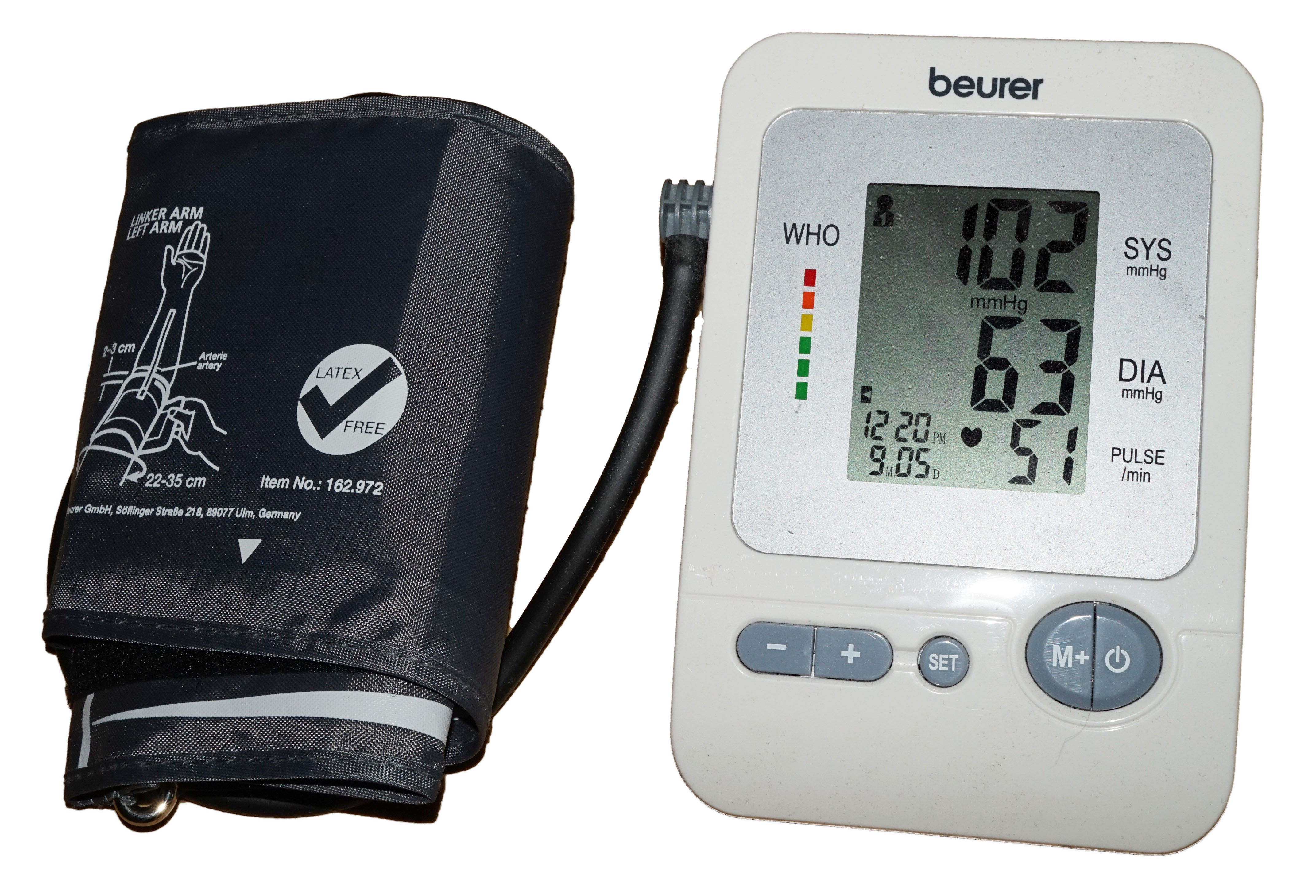
نمایی از دستگاه فشارسنج و ضربان قلب، محصولی از کمپانی بیورر. نشان‌وارهٔ رسمی این شرکت در بالای دستگاه، حک‌شده است. - ۲۰۱۷

بیورر (به انگلیسی: Beurer) یک شرکت خانوادگی آلمانی است که تجهیزات مختلفی را در حوزه سلامت و رفاه تولید می‌کند. این شرکت در سال ۱۹۱۹ در شهر اولم آلمان تأسیس شد و در ابتدا فقط به تولید پتوی برقی مشغول بود. این شرکت در دهه ۱۹۸۰ میلادی به تدریج بر دامنه فعالیت‌های خود افزود و خط تولید محصولاتی متنوع تر را راه‌اندازی کرد. امروزه گروه صنعتی بیورر یکی از پیشتازان بازار در زمینه تولید انواع تجهیزات پایش فشار خون، ترازو، دماسنج بدن، پتوی برقی، نبولایز، دستگاه تصفیه هوا و نیز دستگاه رطوبت‌ساز می‌پردازد.
بیورر اکنون بیش از ۲۲۰۰ نوع محصول مختلف را تولید می‌کند. تعداد کارکنان این شرکت در سال ۲۰۰۶ میلادی بالغ بر ۸۰۰ نفر و درآمد آن نیز حدود ۲۳۰ میلیون دلار بوده‌است. شرکت بیورر چند سالی است که دیگر در آلمان به تولید محصول نمی‌پردازد و در عوض خط تولید خود را به مجارستان و نیز کشورهای شرق آسیا منتقل کرده‌است.
در سال ۱۹۱۹ میلادی، کیت و اوگن بیورر، زندگی سختی در الم آلمان داشتند. کیت بیورر در آن زمان، رؤیای بزرگی در سر داشت و آن هم یافتن جایگزینی برای کیسه آب داغ برای گرم کردن بدن بود. او می‌خواست دستگاهی برخی را به مردم عرضه کند. در آن زمان سامانه گرمایش مرکزی (شوفاژ) چندان رایج نبود. البته در سال ۱۹۰۸، یک شرکت در آلمان برای تولید پتوی برقی آغاز به کار کرده بود و در نتیجه دانش تولید این محصول در آلمان وجود داشت. کیت و اوگن بیورر در آن زمان دست به کار شدند و با استفاده از دو چرخ خیاطی در اتاق خواب خود، تولید پتوی برقی را آغاز کردند. به این ترتیب بود که سنگ بنای گروه صنعتی بیورر گذاشته شد.